# 东湖街道 (黄冈市)
东湖街道，是中华人民共和国湖北省黄冈市黄州区下辖的一个乡镇级行政单位。

## 地理与沿革
东湖街道位于黄州城区东南部。1991年，黄州镇撤销时成立，街道因辖区内有东湖而得名。向东以三台河为界与路口镇毗邻，南临长江，向西与赤壁街道相邻，向北与禹王街道接壤。106国道、明珠大道、新港大道、沿江大道纵横交错贯穿全境。2007年，东湖街道版图面积为17.93平方千米。街道办事处机关设在新港北路特1号。

## 行政区划
东湖街道下辖以下地区：
虹桥社区、汪家墩村、长江村、长圻廖村、邢家湾村、六福湾村、余家弯村和晏家山村。

## 经济
东湖街道经济最初以城郊型农业为主。1991年后，街道开展产业结构调整，向水产、蔬菜生产方向发展。1992年，改低湖田、冷浸田为精养鱼池。当地盛产青鱼、鳜鱼、螃蟹、对虾等特产。2001年3月，湖北省农业厅认定六福湾蔬菜基地为无公害产品示范基地。2007年，东湖街道蔬菜种植面积776公顷、水产面积368.7公顷。

## 图库

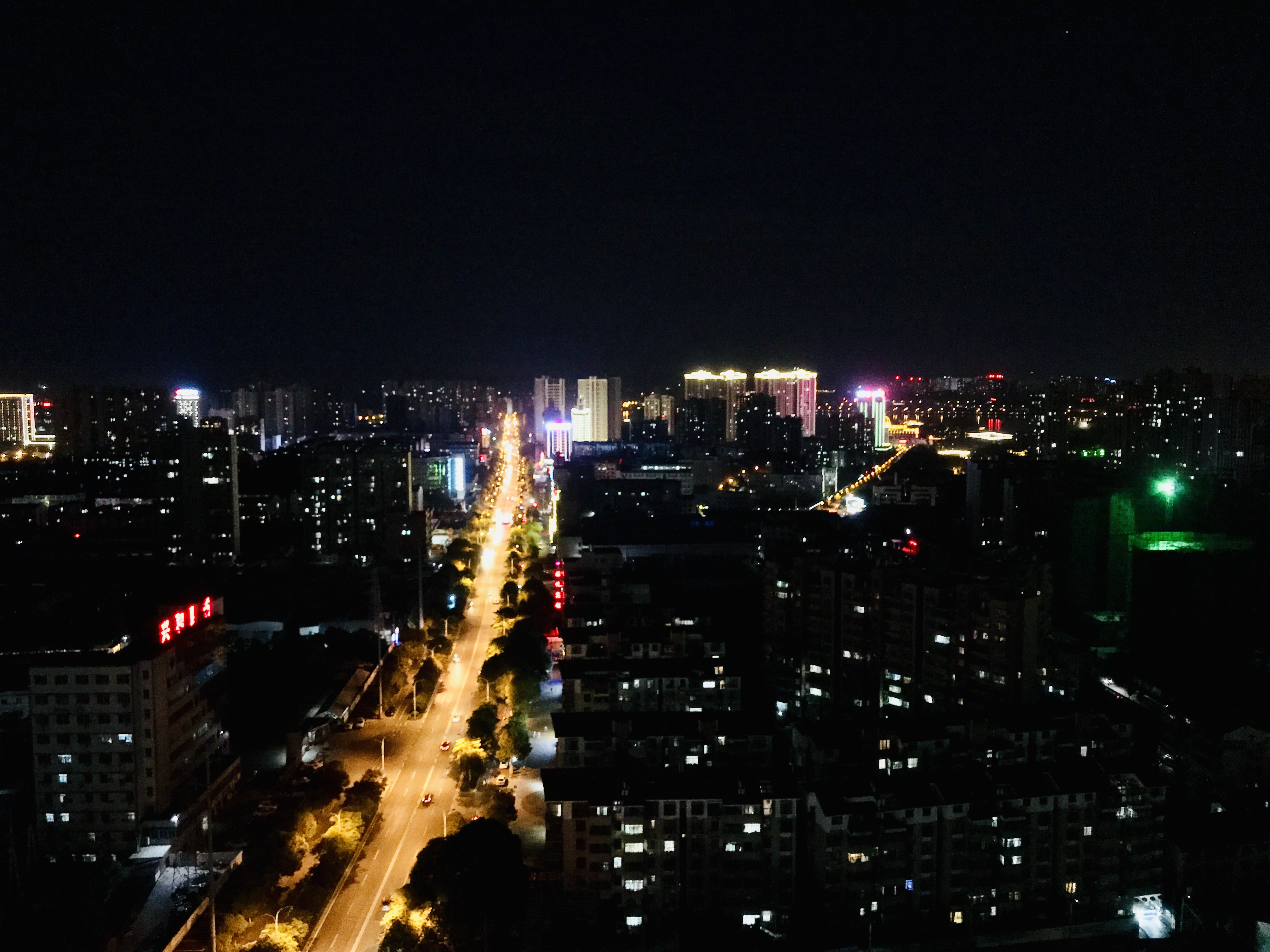
遗爱湖夜景
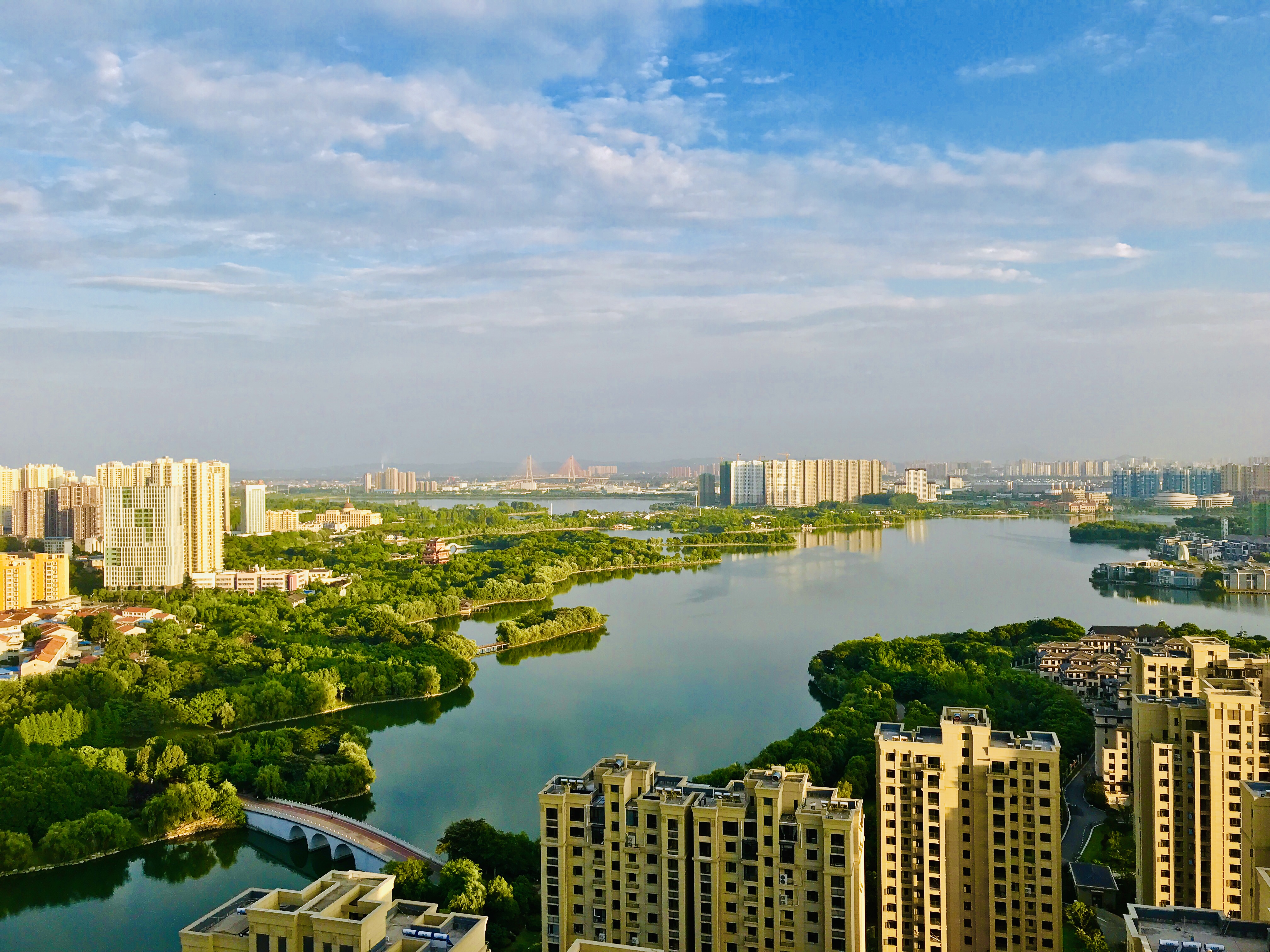
遗爱湖
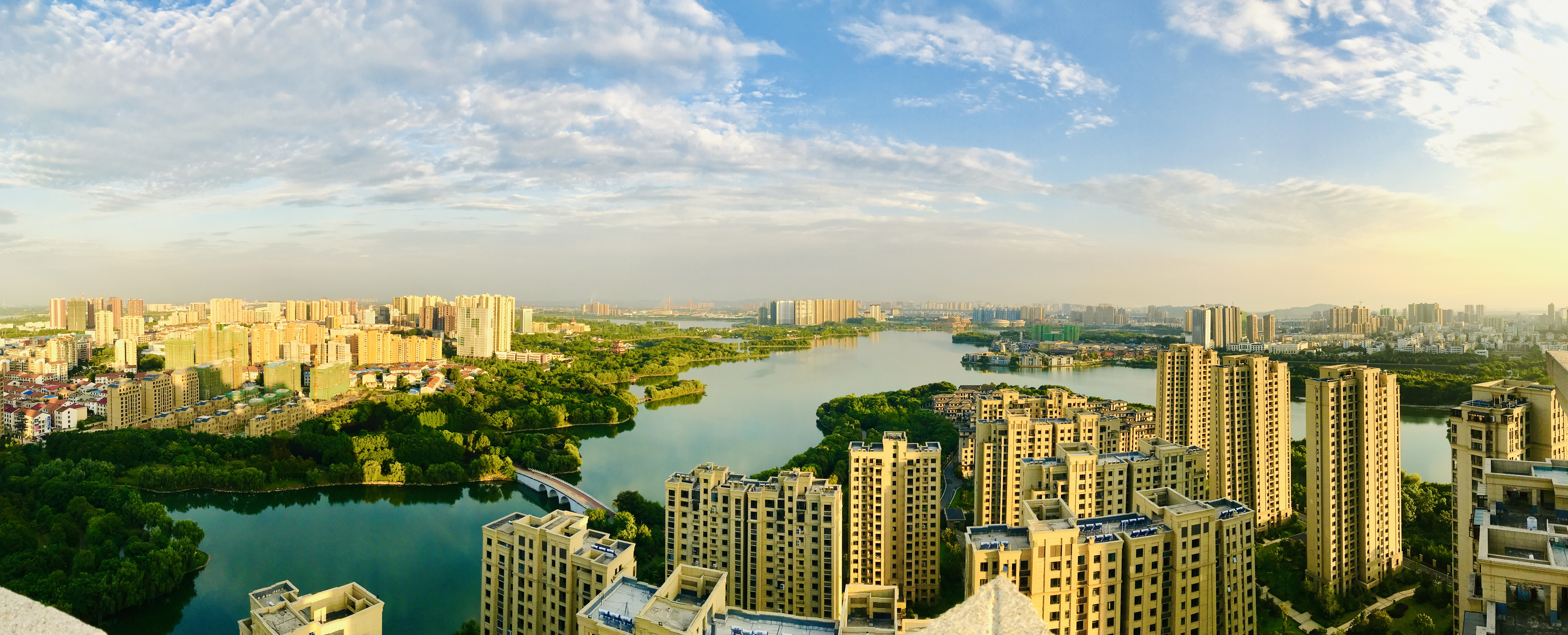
遗爱湖
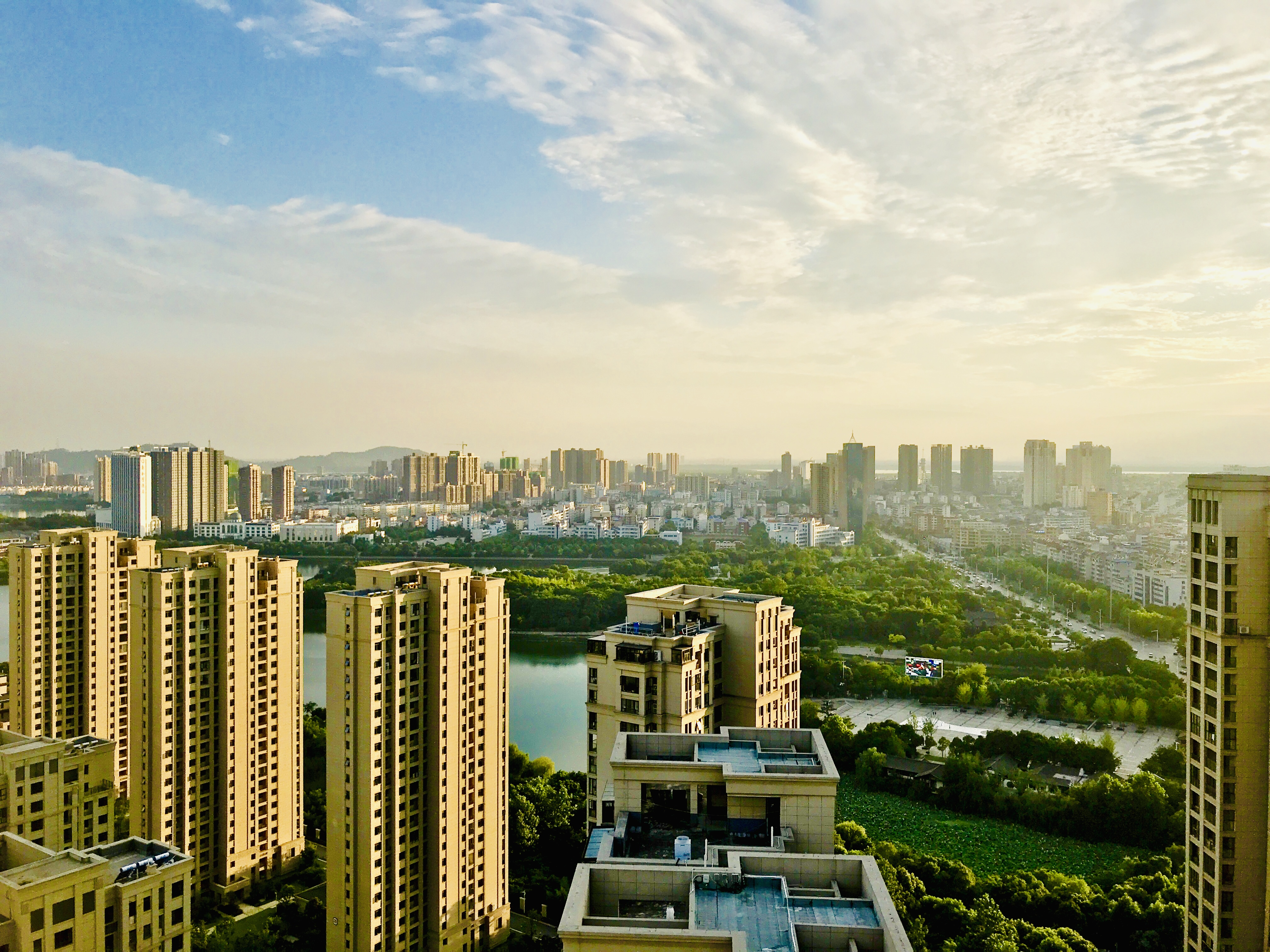
遗爱湖
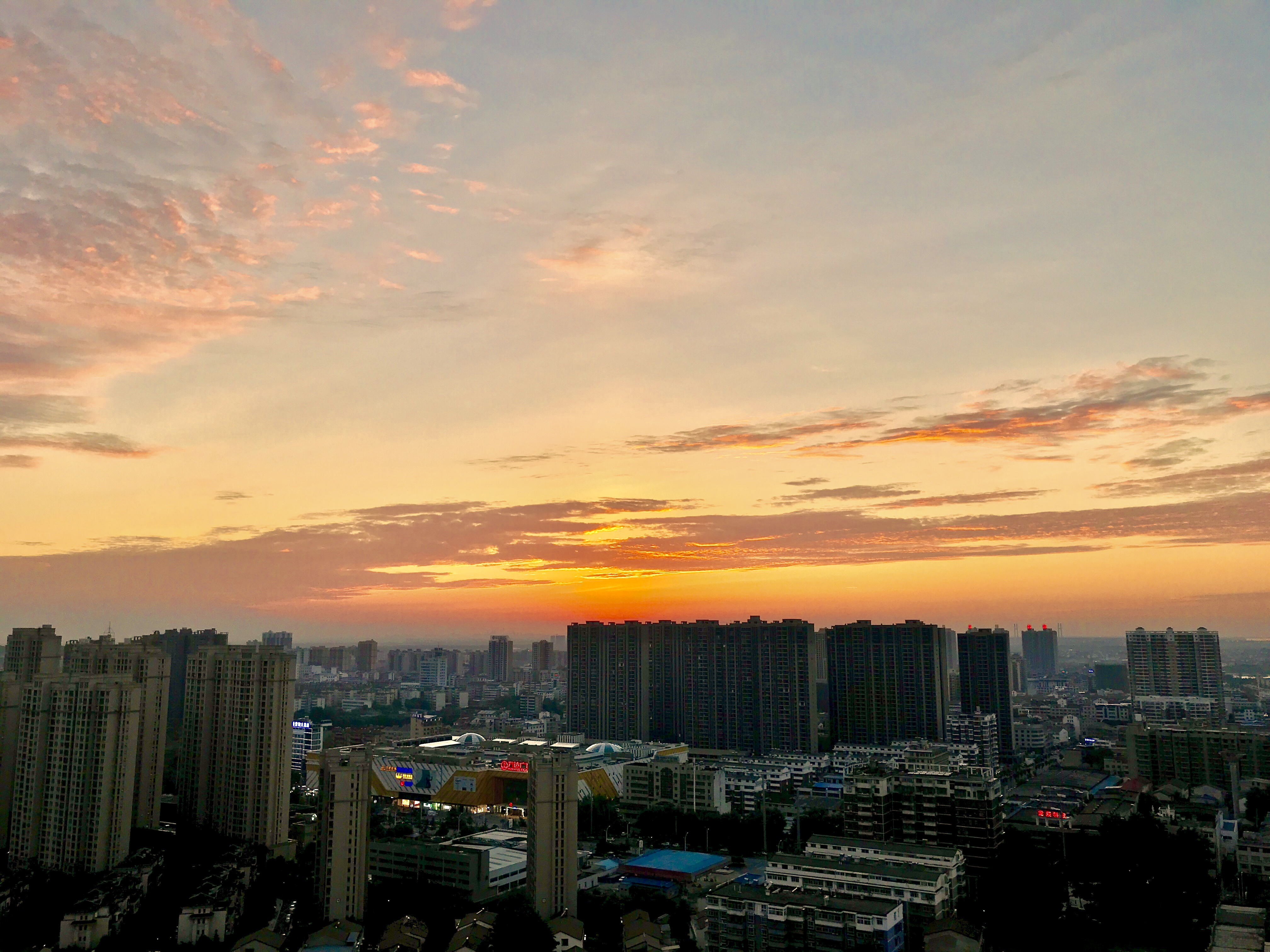
遗爱湖附近风景
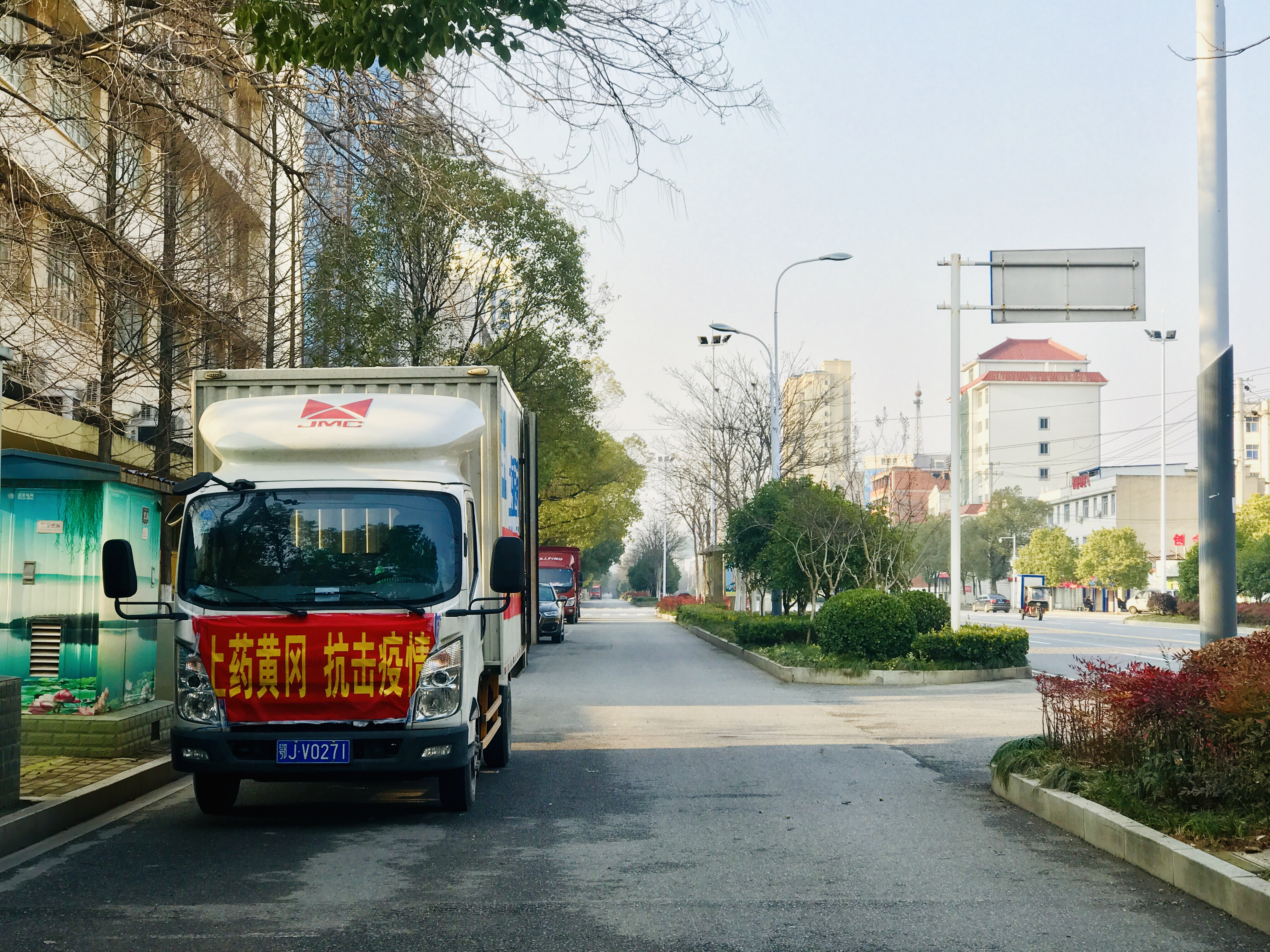
湖北黄冈黄州区虹桥社区新港大道
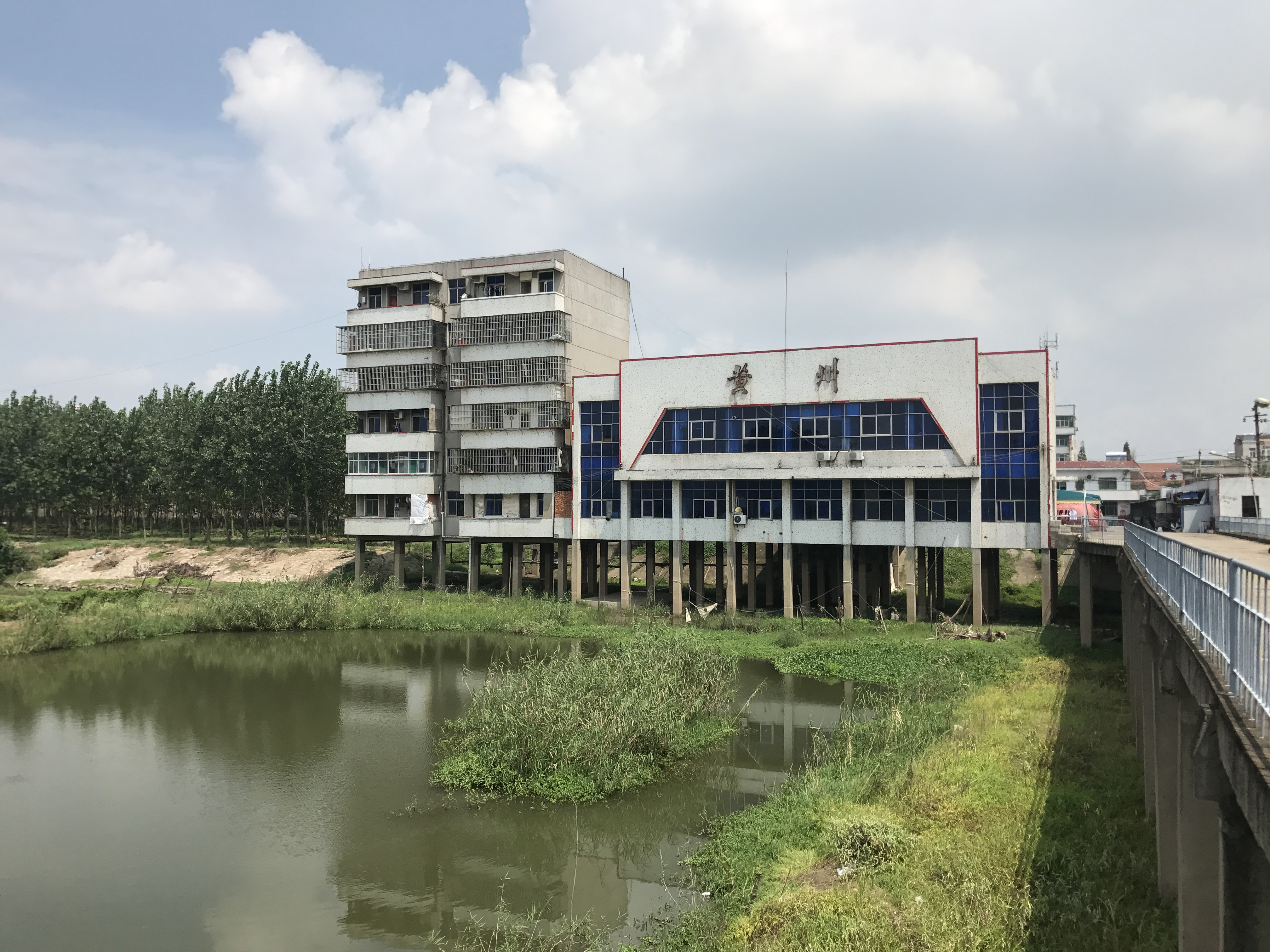
湖北黄冈黄州区东湖街道黄州轮渡